# Chiesa di San Lorenzo (Casazza)
La chiesa di San Lorenzo è la parrocchiale di Casazza, in provincia e diocesi di Bergamo, facente parte del vicariato di Borgo di Terzo-Casazza.

## Storia
La chiesa ha una storia molto antica, si ritiene che possa essere tra le più antiche della diocesi, è indicata nel documento del vescovo Grasemondo del 1º agosto 830 citata come “ecclesia Sancti Laurentii sita Cavelles”. 
La chiesa era la sede plebana di tutta la val Seriana inferiore, sicuramente per un lungo periodo
Successivamente inserita nel 1260 nell'elenco delle chiese che dovevano versare un tributo alla chiesa di Roma, il documento la indicava come “pievana”, retta da un arciprete. Nel sinodo di Bergamo indetto dal vescovo Giovanni da Scanzo nel 1304, si indica “pre Albertus de Tercio archipresbiter, et presbiter Teutaldus canonicus plebis de Molonio”, sarà conosciuta come Pieve di Mologno.

Sarà poi il 1360 nella “nota ecclesiarum”, ordinata da Bernabò Visconti per conoscere le rendite e imporre i tributi delle chiese bergamasche da versare alla famiglia Visconti di Milano e alla chiesa romana, a indicare nuovamente l'edificio di culto. La chiesa risulta che godeva di ben cinque benefici.
Nell'autunno del 1575 san Carlo Borromeo visitò tutte le chiese della bergamasca, il 28 ottobre visitò quella di Mologno; nella sua relazione viene indicata “archipresbiteralem ac simul curatam ecclesiam Sancti Laurentii caput plebis”, e versava all'arcidiacono della curia di Bergamo un “solvit") una pensio” annua di 90 lire. Vi era inoltre la scuola del Santissimo Sacramento gestita da tre sindaci eletti annualmente dai fedeli e la scuola della Dottrina Cristiana.

La chiesa fu visitata dal vescovo Giovanni Paolo Dolfin il 21 novembre 1800, e il 17 novembre 1864 la chiesa fu consacrata e intitolata a san Lorenzo dal vescovo Pier Luigi Speranza.
L'edificio di culto fu riedificato su progetto dell'architetto Luca Lucchini nel 1769 a fianco della chiesa più antica.

## Descrizione

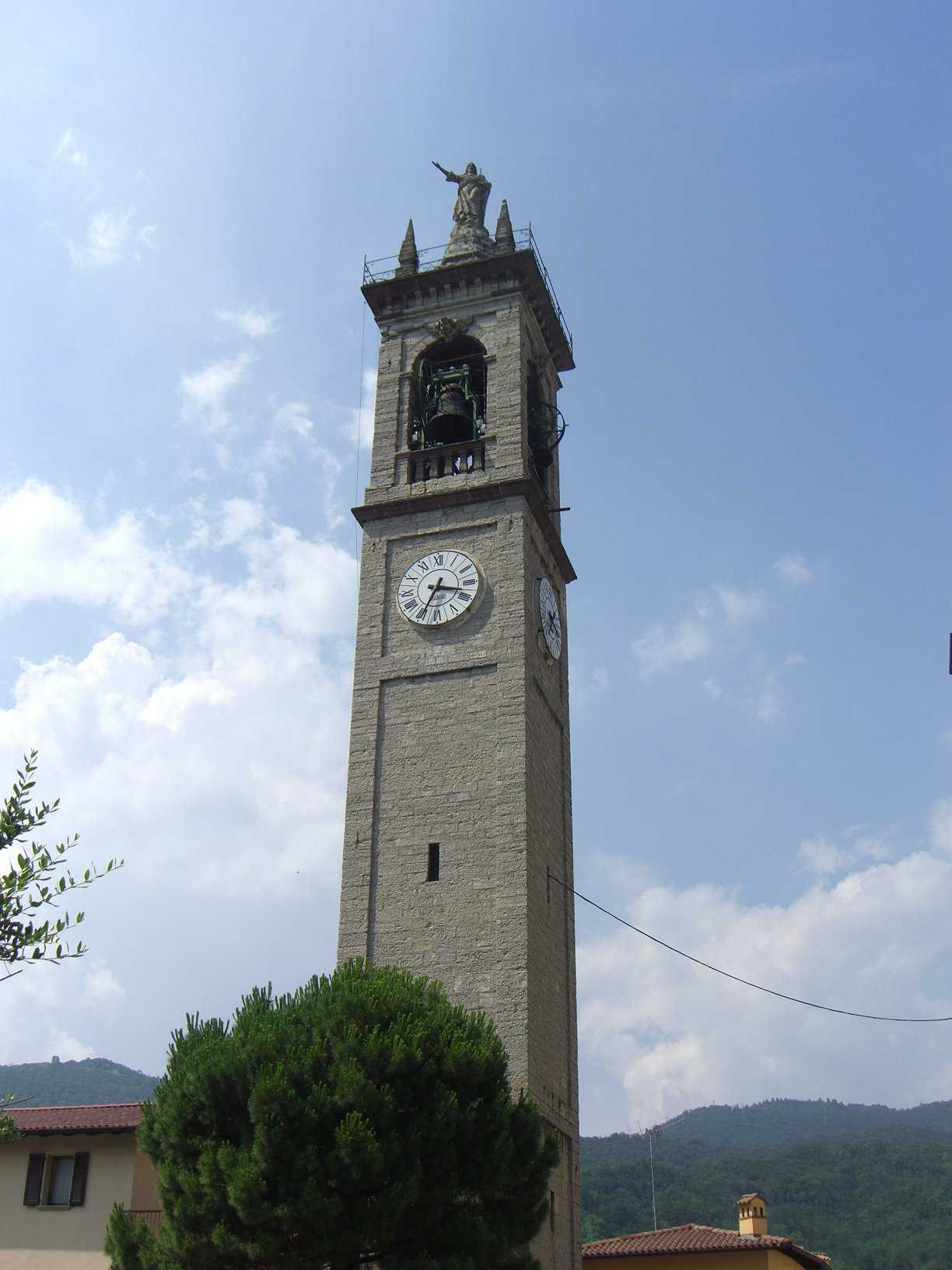
Campanile della chiesa di San Lorenzo

La chiesa preceduta da un ampio sagrato, presenta la facciata tripartita da lesene e controlesene con bassa zoccolatura che percorre tutto l'edificio e culminante con capitelli d'ordine ionico, e due cornici marcapiano la dividono in due sezioni e il timpano triangolare culminante con la croce ferrea.